# La Pulquería
La Pulquería és un grup de música en castellà format a València l'any 2000. Interpreta música que ells autodenominen Hard-Mariachi on fusionen hard rock amb música tradicional mexicana (corrido o mariachi) o l'ska.
En 2004 llancen al mercat el seu primer treball "Corridos de amor", amb el seu single "El dia de los muertos", que aviat es convertiria en la cançó més coneguda del grup. Amb aquest primer èxit La Pulquería guanyà una important popularitat entre el públic a nivell espanyol. Ha recorregut el territori en diverses gires participant a importants festivals com l'Extremusika (Extremadura), Derrame Rock (Astúries), Mediatic Festival (País Valencià), etc. També, a escala internacional ha participat en el festival Vive Latino (Ciutat de Mèxic).
La Pulquería ha presentat tres discos més, el 2007 "C'mon fandango" a la Sala Caracol de Madrid i el 2008 "Hey ho chingón", primer disc gravat en directe als concerts de Fuengirola (Andalusia) i a la Sala Greenspace de València.
El darrer treball, presentat el 2010, esdevé la independència respecte a la indústria discogràfica, oferint el seu treball a la xarxa, sense soport físic. Ha estat gravat a l'Argentina i es pot adquirir per entregues a la pàgina web del grup. A la primera entrega que s'anomena "Everybody Arrozarse" ofereixen als seus fans quatre cançons. El 18 de maig treuen la segona entrega "Para to take a güey" amb quatre cançons més. A inicis de juliol treuen al mercat la tercera i última entrega "Dulce de leches". Al setembre decideixen agrupar els tres cd's i treure el mercat, per petició dels fans, el disc "Fast Cuisine".
El bateria del grup és Marc Guardiola, antic membre del grup Obrint Pas.

## Discografia
- Corridos de amor (2004)
- C'mon fandango (2007)
- Hey Ho Chingón (Directe) (2008)
- Fast Cuisine (2010)